# Ангел Тренчев
Ангел Димитров Тренчев е български футболист на Сливен.

## Биография
Юноша на Академия Литекс, и бивш състезател на дублиращия отбор на Литекс. Титулярният му пост е централен защитник, но може да играе и като десен бек. Силният му крак е десният. Роден е в гр. Петрич, но семейството му живее в съседното село Скрът. Започва да тренира футбол през 2002 г. в школата на Беласица Пч., а първият му треньор е Петър Карадалиев. При петричани изкарва три години и през 2006 г. след един мач с благоевградчани получава предложение и преминава в Частната школа на Ивайло Андонов – Пирин 2001. Там под ръководството на Христо Войнов през 2008 г. достига до 1/4 финал на Републиканското първенство род. 1992 г. През 2009 г. младокът решява да смени обстановката и се явява на ежегодните приемни изпити провеждани от Академия Литекс. Още същата година на VI издание на Международния юношески турнир „Юлиян Манзаров“ състоял се в Правец Литекс воден от треньора Петко Петков и Ангел Тренчев попадат в т.нар. „желязна група“ в които са още отборите на Левски (София), ЦСКА (София) и Стяуа Букурещ. „Оранжевите“ завършват на първо място в групата си и се класират на финал. Там за трофея спорят с „гранда“ Барселона и след победа с 1:0 печелят турнира. Ангел обаче страда от контузия и не взима участие във финалната среща. През сезон 2008/09 Ангел Тренчев се състезава както за своята възрастова група в Академията, така и за дублиращия отбор на Литекс. Шампион на България с дублиращия отбор на Литекс за сезон 2009/10. Шампион на България за юноши старша възраст в Елитна юношеска група до 19 години за сезон 2010/11. След края на сезона от Литекс не му предлагат професионален договор и той преминава в състава на Сливен с когото подписва за срок от три години.

## Успехи
- Международен юношески турнир „Юлиян Манзаров“ – 2009
- Шампион на България в Дублираща футболна група – 2009/10
- Шампион на България при юноши старша възраст до 19 г. – 2010/11